# Římskokatolická farnost – děkanství Liberec-Rochlice

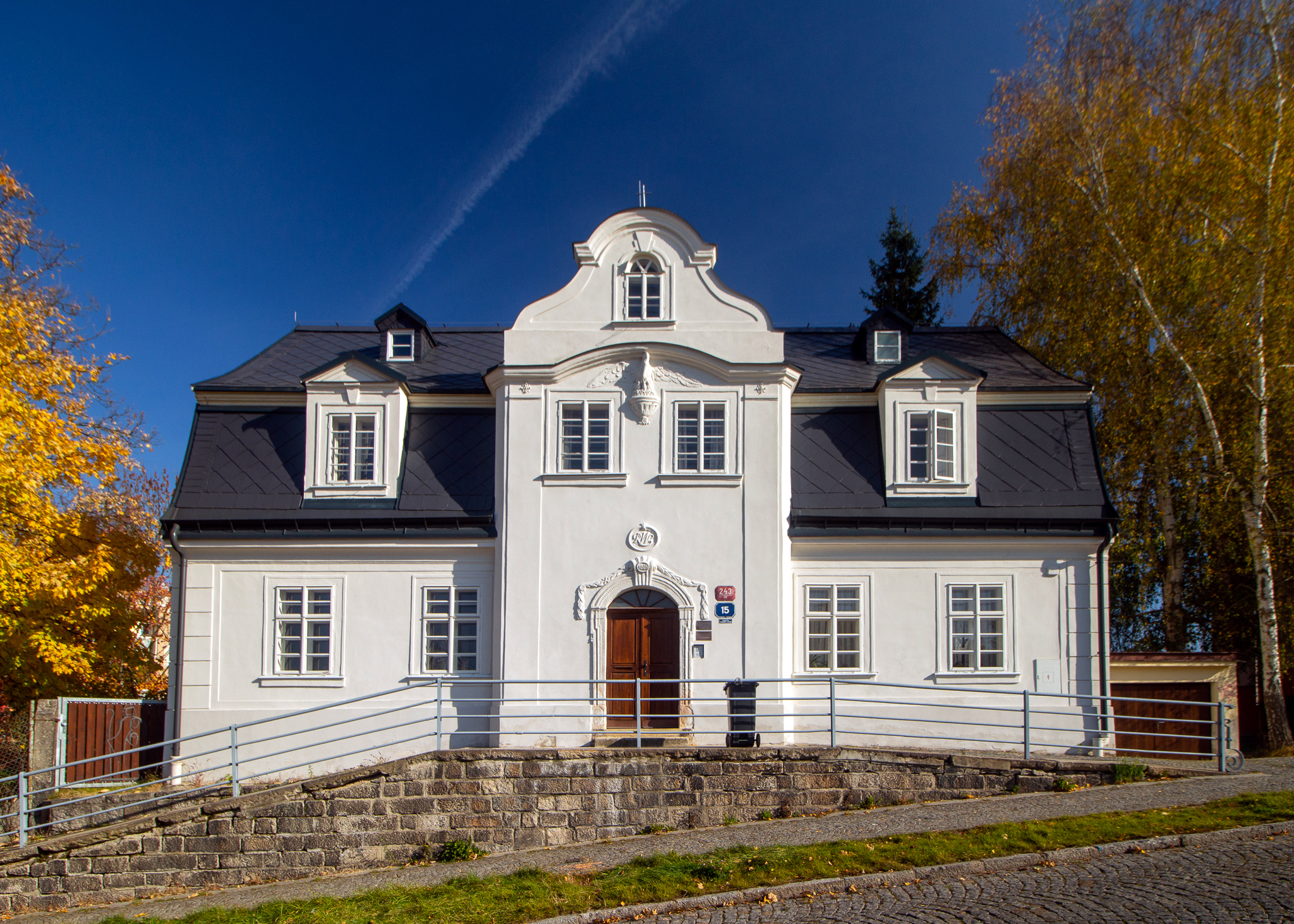
Původní sídlo farnosti v Liberci-Perštýně (dům U pelikána)

Římskokatolická farnost – děkanství Liberec-Rochlice (lat. Roechlicium) je církevní správní jednotka sdružující římské katolíky na území liberecké městské čtvrti Rochlice a v jejím okolí. Organizačně spadá do libereckého vikariátu, který je jedním z 10 vikariátů litoměřické diecéze. Centrem farnosti je děkanský kostel svatého Jana Křtitele v Libereci-Rochlicích. Farnost od 1. února 1990 spravují řádoví kněží františkáni z České františkánské provincie sv. Václava.

## Historie farnosti
Tzv. stará farnost existovala již před rokem 1384. Obnovena byla roku 1652. Byla povýšena na děkanství. Matriky jsou vedeny od roku 1735. Do 25. června 2018 bylo sídlo farnosti v Liberci-Perštýně (dům U pelikána), poté je sídlo farnosti na ulici Vrchlického 328/81 v Liberci-Ruprechticích. 

### Duchovní správcové vedoucí farnost
Začátek působnosti jmenovaného v duchovní správě farnosti od:
- 16. 6. 1652 Matthaeus Oetter
- 12. 11. 1656 Onuphrius Haepner
- x. 3. 1666 Chrysostomus Kretschmer
- x. 5. 1707 Franciscus Dinebier, n.  1663, † 1754
- 8. 4. 1754 Antonius Watzke
- 10. 1. 1755 Josephus Ludwig
- x. 6. 1759 Ignatius Luna
- 1763   Josephus Secky
- 18. 11. 1774 Ignatius Suske, † 8. 2. 1779
- 14. 3. 1779 Thad. Joann. Nep. Seiberer, † 21. 2. 1810
- 3. 10. 1810 Jos. Jahn, n. 14. 3. 1775 Reichenberg, o. 23. 12. 1802, † 11. 1. 1835
- 9. 5. 1835 Florian. Appelt, n. 20. 4. 1788 Doerflens., o. 7. 8. 1813, † 30. 11. 1857
- 6. 11. 1851 Henric. Hausner, n. 20. 2. 1807 Stokav., o. 25. 7. 1830
- 20. 1. 1855 Franz Moysel, n. 19. 11. 1811 Rosenthal., o. 3. 8. 1835, † 16. 6. 1873
- 23. 11. 1873 Wenzel Kretschmer, n. 25. 6. 1825 Losdorf, o. 25. 7. 1850, † 18. 2. 1900
- 14. 10. 1900 Karl Schneider, n. 25. 5. 1860 Odrau (Sil.), o. 11. 5. 1884, † 2. 11. 1912
- 1912   par. vacat, admin. inter. Herm. Sitte
- 6. 4. 1913 Franz Röder, n. 6. 1. 1868 Reichenberg, o. 24. 5. 1891, † 4. 9. 1923
- 1924   par. vacat, admin. inter. Petr Mehl
- 10. 2. 1924 Franz Wagner,[3] n. 21. 11. 1888 Katharinaberg, o. 1. 6. 1912, † 8. 8. 1969
- 1934   par. vacat, admin. inter. Car. Vielkind
- 1. 9. 1934   Georg Hatscher, n. 23. 4. 1888 Döbern, o. 13. 7. 1913, † 4. 1. 1970
  - kolem 1940 Erich Linhart, n. 23. 5. 1914 Landskron, o. 29. 6. 1939 Litoměřice, † 16. 8. 1997 Zamberk, kaplan. Za II. světové války zatčen, protože se vyjádřil proti válce a bezbožectví. Na svobodu byl propuštěn z Dachau 6. dubna 1945. Po válce odešel do Rakouska.[4]
- 1. 10. 1947   Josef Havelka
- 1. 2,  1951  Karel Petržílek
- 1. 10. 1951  Bohuslav Čálek
- 1.10. 1952   Jan Vraštil
- 14. 9. 1953  Karel Vítek
- 1. 4.  1960    František Klapuch
- 1. 8.  1964    Ignác Stodůlka
- 15. 3. 1965   Alois Frajt
- 1. 10. 1974   Josef Dobiáš
- 1. 2.  1990   Antonín Pavel Kejdana OFM
- 1. 9.  1990   Antonín Dabrowski OFM
- 1. 9.  1994    Petr Wach OFM
- 1. 7.  2000   Antonín Dabrowski OFM
- 1. 9.  2003   Bartoloměj Pavel Černý OFM
- 1. 10. 2004  Cherubin Marian Kuczwicz OFM
- 1. 3   2007    Lukáš Bradna OFM
  - 13. 9. 2009 Pavel Jurák, trvalý jáhen
  - 13. 9. 2009 – 23. 10. 2022 Milan Richter, trvalý jáhen
- 16. 9. 2012   Jan Nepomuk Svoboda OFM
- 1. 9.  2014   Bartoloměj Pavel Černý OFM, admin.
- 1. 9. 2020 Dominik Daniel Valer OFM, admin.
  - 24. 5. 2022 – 20. 2. 2023 Bernard Ondřej Mléčka OFM, jáhen[5]

Kromě kněží stojících v čele farnosti, působili ve farnosti v průběhu její historie i jiní kněží. Většinou pracovali jako farní vikáři, kaplani, katecheté, výpomocní duchovní aj.

## Území farnosti
Do farnosti náleží území obce:
- Dolní Hanychov (Niderhanichen,[2] Nieder Hanichen[6])[p 2]
- Doubí (Eichicht)[p 2]
- Hluboká (Lubokey,[2] Lubokei[6])[p 2]
- Horní Hanychov (Oberhanichen,[2] Ober Hanichen[6])[p 2]
- Minkovice (Münkendorf[2])[p 2]
- Pilínkov (Heinersdorf,[2] Heinersdorf am Jeschken[6])[p 2]
- Rochlice (Rochlitz,[2] Röchlitz bei Reichenberg[6])[p 2]
- Vesec (Dörfel[2])[p 2]

## Římskokatolické sakrální stavby na území farnosti
| | Fotografie | Stavba                     | Místo          | Bohoslužby                      | Zeměpisné souřadnice            | Status          | Číslo kulturní památky           |
| Kostely | Kostely    | Kostely                    | Kostely        | Kostely                         | Kostely                         | Kostely         | Kostely                          |
| --- | ---------- | -------------------------- | -------------- | ------------------------------- | ------------------------------- | --------------- | -------------------------------- |
| 1. |            | Kostel sv. Jana Křtitele   | Rochlice       | bližší informace o bohoslužbách | 50°44′57″ s. š., 15°3′45″ v. d. | děkanský kostel | 21469/5-4165 (Pk•MIS•Sez•Obr•WD) |
| 2. |            | Kostel sv. Bonifáce        | Dolní Hanychov | bližší informace o bohoslužbách | 50°44′29″ s. š., 15°1′15″ v. d. | filiální kostel | 10309/5-5542 (Pk•MIS•Sez•Obr•WD) |
| Kaple |            |                            |                |                                 |                                 |                 |                                  |
| 3. |            | Kaple Božího milosrdenství | Minkovice      | bohoslužby příležitostně        | 50°43′9″ s. š., 15°3′17″ v. d.  | obecní kaple    | —                                |
| 4. |            | Kaple sv. Vavřince         | Pilínkov       | bohoslužby příležitostně        | 50°43′38″ s. š., 15°2′16″ v. d. | obecní kaple    | —                                |
| Některé drobné sakrální stavby a pamětihodnosti lze dohledat zde v databázi Drobné sakrální památky Zaniklé sakrální stavby lze dohledat zde v databázi Poškozené a zničené kostely, kaple a synagogy v České republice |            |                            |                |                                 |                                 |                 |                                  |

Ve farnosti se mohou nacházet i další drobné sakrální stavby, místa římskokatolického kultu a pamětihodnosti, které neobsahuje tato tabulka.